# Waitsfield
Waitsfield är en kommun (town) i Washington County i den amerikanska delstaten Vermont med en yta av 26,9 km² och en folkmängd som uppgår till 1 659 invånare (2000).

## Kända personer från Waitsfield
- Grace Potter, sångare i Grace Potter and the Nocturnals
- Henry Mower Rice, politiker